# Hyponectriaceae
Hyponectriaceae Petr. – rodzina grzybów z rzędu próchnilcowców (Xylariales).

## Systematyka
Pozycja w klasyfikacji według Index Fungorum
Xylariales, Xylariomycetidae, Sordariomycetes, Pezizomycotina, Ascomycota, Fungi.
Rodzaje
Według aktualizowanej klasyfikacji Index Fungorum bazującej na Dictionary of the Fungi do rodziny tej należą rodzaje:
- Anisostomula Höhn. 1918
- Apiothyrium Petr. 1947
- Arecomyces K.D. Hyde 1996
- Arwidssonia B. Erikss. 1974
- Cesatiella Sacc. 1878
- Chamaeascus L. Holm, K. Holm & M.E. Barr 1993
- Discosphaerina Höhn. 1917
- Exarmidium P. Karst. 1873
- Frondicola K.D. Hyde 1992
- Hyponectria Sacc. 1878
- Lichenoverruculina Etayo & Sharuddin 2011
- Micronectria Speg. 1885
- Papilionovela Aptroot 1997
- Pellucida Dulym., Sivan., P.F. Cannon & Peerally 2001
- Phragmitensis M.K.M. Wong, Poon & K.D. Hyde 1998
- Physalospora Niessl 1876
- Rachidicola K.D. Hyde & J. Fröhl. 1995
- Verruculina Etayo 2008
- Xenothecium Höhn. 1919[2].